# Impfgesetz
Das Impfgesetz vom 8. April 1874 (oft auch Reichsimpfgesetz) war ein vom deutschen Reichstag beschlossenes Gesetz über eine allgemeine Impfpflicht gegen die Pocken und damit das erste Impfgesetz, das in ganz Deutschland galt.
Das 1966 (DDR) bzw. 1983 (Bundesrepublik Deutschland) aufgehobene Gesetz trug die offizielle Bezeichnung Impfgesetz.
In der Phase der Reichsgründung und auch bedingt durch den Deutsch-Französischen Krieg gab es vielfache Ausbrüche der Pocken. Deshalb wurde in den 1870er Jahren über die Einführung einer allgemeinen und verpflichtenden Pockenimpfung debattiert, die schließlich zum Erlass des Impfgesetzes 1874 führte. Das Königreich Bayern hatte bereits 1807 eine solche Impfpflicht eingeführt und deshalb geringere Fallzahlen. Statistiken zeigen, dass die Einführung der Impfpflicht zu einem deutlichen Rückgang der Pocken auch in Preußen führte, während in Österreich, wo keine Impfpflicht eingeführt wurde, die Fallzahlen auch in den folgenden Jahren hoch blieben. Auf lange Sicht erwies sich die Impfung gegen die Pocken als erfolgreich. Die Weltgesundheitsorganisation (WHO) erklärte die Pocken 1980 endgültig für ausgerottet.

## Inhalt des Gesetzes

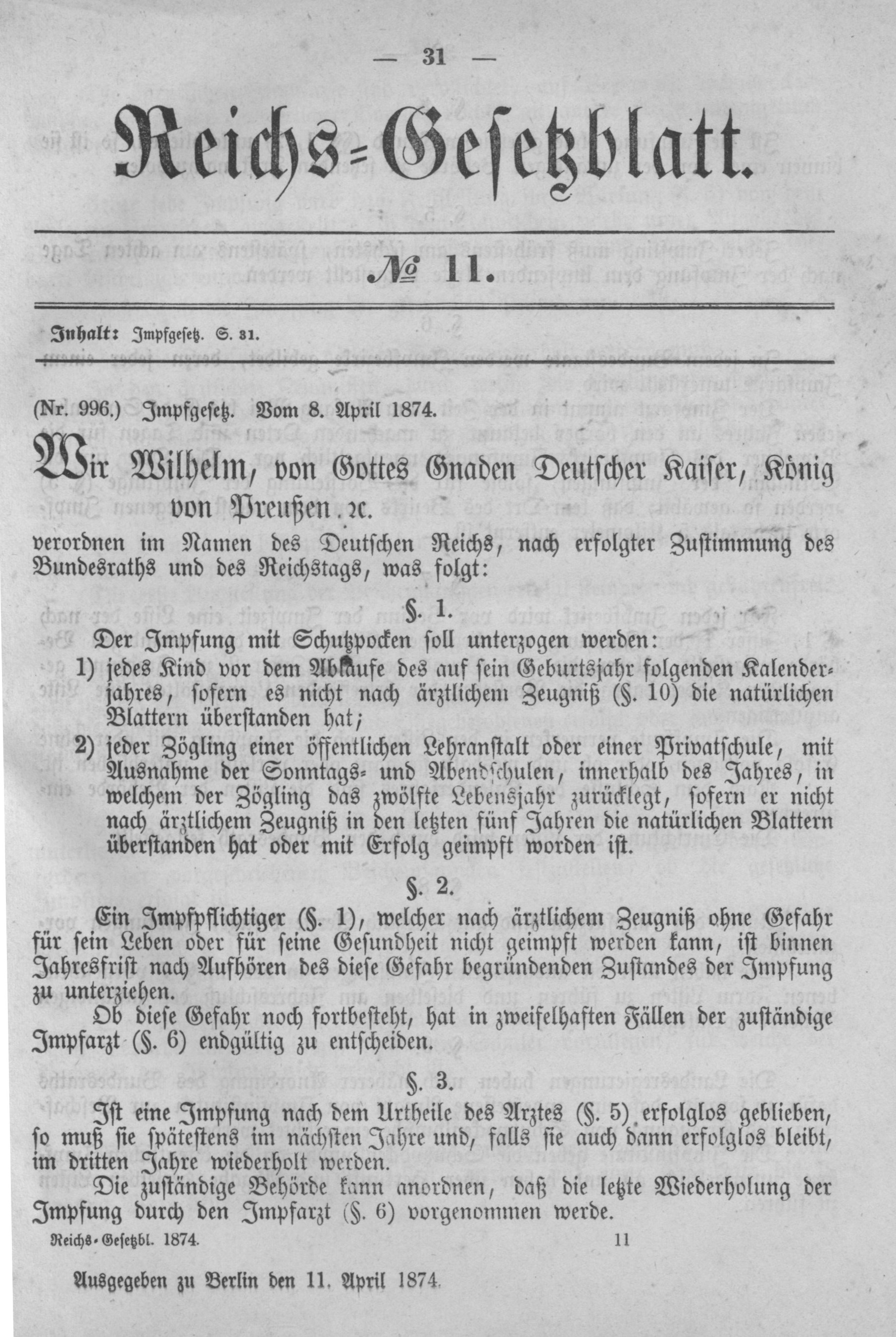
Reichsgesetzblatt vom 8. April 1874

Das Impfgesetz sah eine Impfpflicht für alle Kinder während des zweiten Lebensjahres sowie eine Wiederimpfung im Alter von 12 Jahren vor. Eine Befreiung von der Impfpflicht war durch ein ärztliches Attest möglich. Ein Kind durfte nur auf Vorlage eines Impfscheines in eine Schule aufgenommen werden. Bei Erwachsenen musste der Impfnachweis z. B. bei Eheschließungen oder einem Wohnortwechsel vorgelegt werden. Als Strafregelungen für Eltern und Vormünder, die die vorgeschriebenen Impfverpflichtungen nicht einhielten, wurden Geldstrafen bis zu fünfzig Mark oder Haftstrafen bis zu drei Tagen festgelegt. Die Impfung wurde kostenlos von staatlichen Impfärzten oder impfberechtigten Ärzten verabreicht, die eine Impfstatistik führen mussten.

## Debatte im Parlament
Die Einführung einer Impfpflicht gegen Pocken war im Laufe des 19. Jahrhunderts Gegenstand zahlreicher Petitionen und Debatten, die auch in verschiedenen anderen europäischen Staaten geführt wurden. Durch die massiven Pockenausbrüche im Sommer 1871 intensivierten sich die Forderungen nach Einführung einer einheitlichen Impfpflicht in den Ländern des neu gegründeten Deutschen Reichs.
Der Entwurf für das Gesetz wurde am 5. Februar 1874 vorgelegt und in einer ersten Lesung am 18. Februar im Reichstag beraten. Auf Seiten der Gesetzesbefürworter taten sich die Ärzte  Wilhelm Loewe und August Zinn, auf Seiten der Impfgegner der Jurist August Reichensperger und der SPD-Funktionär Otto Reimer besonders hervor. Dabei wurden sowohl die Wirksamkeit der Impfung, die Impfpflicht als auch die Maßnahmen zu ihrer Durchsetzung kontrovers diskutiert. Der Abgeordnete der Liberalen Fortschrittspartei Wilhelm Loewe befürwortete die Wirksamkeit der Impfung und die Notwendigkeit einer Impfpflicht:

„Der Staat […] ist also mit diesem Gesetz imstande, viele Leben zu erhalten, die auf diesem Wege erhalten werden können, und was ebenso nötig ist, eine Masse von dauerndem Siechtum, eine Masse von Verlusten der Sinnesorgane zu verhüten, die dieser Krankheit folgen und die die Arbeitsfähigkeit derjenigen, die derselben unterworfen sind, auf das Schwerste beeinträchtigen. Es handelt sich um die Erhaltung vieler Menschenleben und um die Erhaltung einer unabsehbaren Reihe von Arbeitskräften und Arbeitstagen, welche den Einzelnen zum erhöhten Lebensgenuss helfen und der Gesellschaft wie dem Staate zu ihrer weiteren Entwicklung von höchstem Wert sind. Das ist der Rechtsstandpunkt, meine Herren, und diesem gegenüber sind die Einwendungen, die gegen das Gesetz vom Standpunkt der persönlichen Freiheit gemacht werden, hinfällig, denn der Staat hat die Pflicht, die Freiheit des Einzelnen soweit einzuschränken, als es das wohl erkannte Interesse der Gesamtheit verlangt, und er vollzieht diese Pflicht gerade auf diesem Gebiet in den verschiedenen Formen bei den verschiedensten Gelegenheiten. Bei der Entwicklung der öffentlichen Gesundheitspflege werden wir noch öfter diesem Punkte gegenüberstehen. […] Meine Herren, ich bitte Sie nun noch, nicht zu erschrecken vor der Lebhaftigkeit, Heftigkeit und anscheinend großen Zahl derjenigen, die gegen dieses Gesetz protestieren […]: es sind einzelne Stimmen, die mit großem Eifer ihre Thesis verteidigen, die aber durchaus nicht als Durchschnittsleute zu betrachten sind, welche eine große Masse von Menschen hinter sich hätten.“

Der Kölner Jurist und Abgeordnete des Zentrums August Reichensperger verwies hingegen auf die angeblichen Gefahren der Impfung und auf die Schwierigkeit, geeignete Strafen auszusprechen:

„Ganz besonders aber, meine Herren, scheint mir eine Gefahr ins Gewicht zu fallen, welche aus dieser zwangsweisen Impfung entsteht, die Gefahr nämlich, dass wenn die eine Krankheit vielleicht ferngehalten wird, dafür eine andere, schlimmere Krankheit ihren Einzug in das betreffende Individuum hält […]. Wenn der Abgeordnete Löwe soeben gesagt hat, dass im Königreich Württemberg von Millionen seines Wissens niemals Jemand mit einer anderen Krankheit durch die Impfung angesteckt worden sei, so kann ich ihm aus meiner Erfahrung sagen, dass in Köln eine Anzahl von Fällen bekannt geworden ist, in welche die unheilvollsten Folgen an eine Impfung sich angereiht haben. […]
Wenn Sie […] die Bestimmungen ins Auge fassen, meine Herren, so werden Sie sehen, dass dieselben zu wahren Ungeheuerlichkeiten führen können. Ich will von den Geldbußen nicht reden als solchen; aber wenn Leute kein Geld haben, so werden sie wohl eingesperrt werden, also auch hier wieder eine Beschränkung der persönlichen Freiheit, die eintreten muss, wenn man überhaupt die Bestrafung zu einer allgemein wirksamen machen will. […] [I]ch glaube, meine Herren, das sind doch Mittel, die man nur in alleräußersten Notfällen zur Anwendung bringen sollte. […]  Jedenfalls bin ich der Ansicht, dass hier das in ‚in dubiis libertas‘ maßgebend zu sein hat. Wir können […] von den Regierungen fordern, dass sie nach allen Richtungen hin die Möglichkeit gewähren, sich vaccinieren zu lassen. Vielleicht könnte man sogar so weit gehen, gewisse Prämien darauf zu setzen, wenn Eltern ihre Kinder vaccinieren lassen. Aber etwas ganz Anderes ist es mit den Strafen und namentlich mit solchen Strafen, wie sie hier angedroht sind, um die Leute zu ihrem vorgeblichen Heile zu nötigen.“

Das Gesetz wurde in der Reichstagssitzung am 14. März 1874 abgestimmt und mit einer Mehrheit von 160 zu 122 (bei 115 abwesenden Abgeordneten) angenommen, am 8. April 1874 im Reichsgesetzblatt erlassen und trat am 1. April 1875 in Kraft.

## Versuche der Aufhebung 1933/34
Gegen das Gesetz hatten sich bereits im Kaiserreich Gegner in zahlreichen Vereinen organisiert. Auch unter führenden Nationalsozialisten waren zahlreiche Impfgegner, weshalb der Verband der Impfgegner in einem Aufruf „Gleichgeschaltet mit Hitler!“ eine „Milderung bzw. Aufhebung des mörderischen Impfgesetzes vom Jahre 1874“ forderte. Am 14. März 1934 wurde im Reichsinnenministerium über die Abschaffung der Impfpflicht beraten, bei der auch der Vertreter der Reichswehr, Anton Waldmann, Stellung nahm:

„Herr Waldmann führt aus, dass er von der Notwendigkeit der Zwangsimpfung überzeugt sei. Jedes Ding habe Mängel. […] Den Impfschäden müsse weitgehend vorgebeugt werden. Die Gewissensklausel sei vom militärischen Standpunkt aus nicht tragbar. Für das Heer komme sie schon deshalb nicht in Betracht, weil sie dem Führerprinzip widerspreche. Wenn man von der Notwendigkeit der Impfung überzeugt sei, könne es nicht dem Einzelnen überlassen bleiben, die Impfung vornehmen zu lassen oder nicht. […]
Wenn die Kinder nicht geimpft würden, so dürfte die Impfung im späteren Alter im Falle der Mobilmachung eine Verzögerung bedeuten, die verhängnisvolle Folgen haben könnte. Einschlägige Erfahrungen seien 1914 bei der Impfung besonders der älteren Offiziere gemacht worden. Diese hätten, da sie meist seit länger als 20 Jahren nicht geimpft worden waren, nach der Impfung schweres Fieber bekommen und seien nicht selten tagelang dienstunfähig gewesen. Auch könnte man es nicht verantworten, im Falle eines uns aufgezwungenen Zukunftskrieges, der sich vielleicht auf deutschem Boden abspielen würde, im Volke Seuchenherde entstehen zu lassen, die das Heer in der Bewegungsfreiheit hinderten. […] Die Gefahr der Pockeneinschleppung nach Deutschland sei durch die schwarzen Truppen, die unsere Gegner gegen uns ins Feld führen könnten, noch bedeutend erhöht. Die Gewissensklausel, das müsste hier noch einmal ganz deutlich ausgesprochen werden, sei nicht notwendig und vom wehrpolitischen Standpunkt aus nicht tragbar.“

Den Argumenten der Reichswehr wurde schließlich Priorität eingeräumt und die Impfpflicht nicht aufgehoben, allerdings in den folgenden Jahren weniger streng kontrolliert und im Zweiten Weltkrieg zeitweise ganz ausgesetzt. Hitler, an den sich seitens der Impfgegner große Erwartungen gerichtet hatten, teilte im Juni 1934 auf eine Anfrage von Julius Streicher mit:

„Der Herr Reichskanzler hat schon vor geraumer Zeit angeordnet, dass Anfragen nach seiner Stellungnahme zum Impfproblem dahin zu beantworten seien, dass er nicht Impfgegner sei. Die Gründe, die den Herrn Reichskanzler zu dieser Anordnung bewogen haben, liegen, wie ich streng vertraulich und zu Ihrer persönlichen Kenntnis bemerke, vorwiegend auf wehrpolitischem Gebiet.“